# Pouteria freitasii
Pouteria freitasii är en tvåhjärtbladig växtart som beskrevs av Terence Dale Pennington. Pouteria freitasii ingår i släktet Pouteria och familjen Sapotaceae. Inga underarter finns listade i Catalogue of Life.